# Tanacetopsis
Tanacetopsis é um género botânico pertencente à família Asteraceae.

## Espécies
O género Tanacetopsis inclui 31 espécies descritas, das quais 22 se encontram aceites:
- Tanacetopsis afghanica (Gilli) K.Bremer & Humphries
- Tanacetopsis botschantzevii (Kovalevsk.) Kovalevsk.
- Tanacetopsis czukavinae Kovalevsk. & Junussov
- Tanacetopsis eriobasis (Rech.f.) Kovalevsk.
- Tanacetopsis ferganensis (Kovalevsk.) Kovalevsk.
- Tanacetopsis goloskokovii (Poljak.) Karmysch.
- Tanacetopsis handeliiformis Kovalevsk.
- Tanacetopsis kamelinii Kovalevsk.
- Tanacetopsis karataiensis (Kovalevsk.) Kovalevsk.
- Tanacetopsis kjurendaghi Kurbanov
- Tanacetopsis korovinii Kovalevsk.
- Tanacetopsis krascheninnikovii (Nevski) Kovalevsk.
- Tanacetopsis mucronata (Regel & Schmalh.) Kovalevsk.
- Tanacetopsis pamiralaica (Kovalevsk.) Kovalevsk.
- Tanacetopsis paropamisica (Krasch.) Kovalevsk.
- Tanacetopsis pjataevae (Kovalevsk.) Karmysch.
- Tanacetopsis popovii Kamelin & Kovalevsk.
- Tanacetopsis santoana ("Krasch., Popov & Vved.") Kovalevsk.
- Tanacetopsis setacea (Regel & Schmalh.) Kovalevsk.
- Tanacetopsis submarginata (Kovalevsk.) Kovalevsk.
- Tanacetopsis subsimilis (Rech.f.) Kovalevsk.
- Tanacetopsis urgutensis Kovalevsk.